# Ambopteryx
Ambopteryx (que significa "ambas as asas") é um gênero de dinossauros scansoriopterygid do estágio Oxfordiano (Jurássico Superior) da China . É o segundo dinossauro encontrado com penas e asas membranosas semelhantes às de morcego. Yi, o primeiro dinossauro desse tipo, foi descrito em 2015 e é o táxon irmão do Ambopteryx . Acredita-se que o espécime holótipo seja um subadulto ou adulto. Estima-se que o espécime tivesse um comprimento corporal de 32 centímetros (13 pol) e um peso de 306 gramas (11 oz) . O gênero inclui uma espécie, Ambopteryx longibrachium . 

## Descoberta e nomenclatura
O nome genérico Ambopteryx é derivado da palavra em Latim ambo que significa "os dois" ou "ambos" e da palavra em grego antigo πτέρυξ (pteryx) que significa "asa", uma referência às asas membranosas do animal e ao plano corporal semelhante ao de aves. O nome específico longibrachium é derivado das palavras latinas longus que significa "longo" e brachium que significa "braço". 
O espécime holótipo, IVPP V24192, é um esqueleto articulado e quase completo com tecido mole associado preservado em uma laje e uma contra-laje. Foi recuperado em 2017 do equivalente estratigráfico da Formação Haifanggou perto da vila de Wubaiding na província de  Liaoning e pertence à Biota Yanliao. 
O espécime é interpretado como subadulto ou adulto com base na fusão do pigóstilo. A membrana da asa é preservada como uma camada contínua acastanhada na matriz que envolve a mão esquerda, o membro anterior direito e o abdômen. As regiões da cabeça, pescoço e ombros são cobertas por densas camadas de penas. 

## Descrição
Como outros scansoriopterygídeos, o Ambopteryx tinha uma cabeça curta e arredondada e um terceiro dedo hiperalongado. Anteriormente, acreditava-se que os scansoriopterigídeos usavam o terceiro dedo para extrair larvas da madeira, como o existente Aie-aie . No entanto, Wang et al. acharam que a função primária do terceiro dedo era a fixação da membrana da asa, ou patágio, já que seus dedos provavelmente estavam ligados por tecido membranoso e tinham mobilidade limitada. 
Entre os scansoriopterygídeos, o Ambopteryx era o mais aparentado do Yi, com o qual compartilhava um "elemento estiliforme", um osso alongado que se estendia da extremidade distal (mais distante) da ulna . O elemento estiliforme era ligeiramente curvado e afilado em direção à extremidade distal. Ele sustentava a membrana da asa, que se estendia do terceiro dedo até o abdômen. 

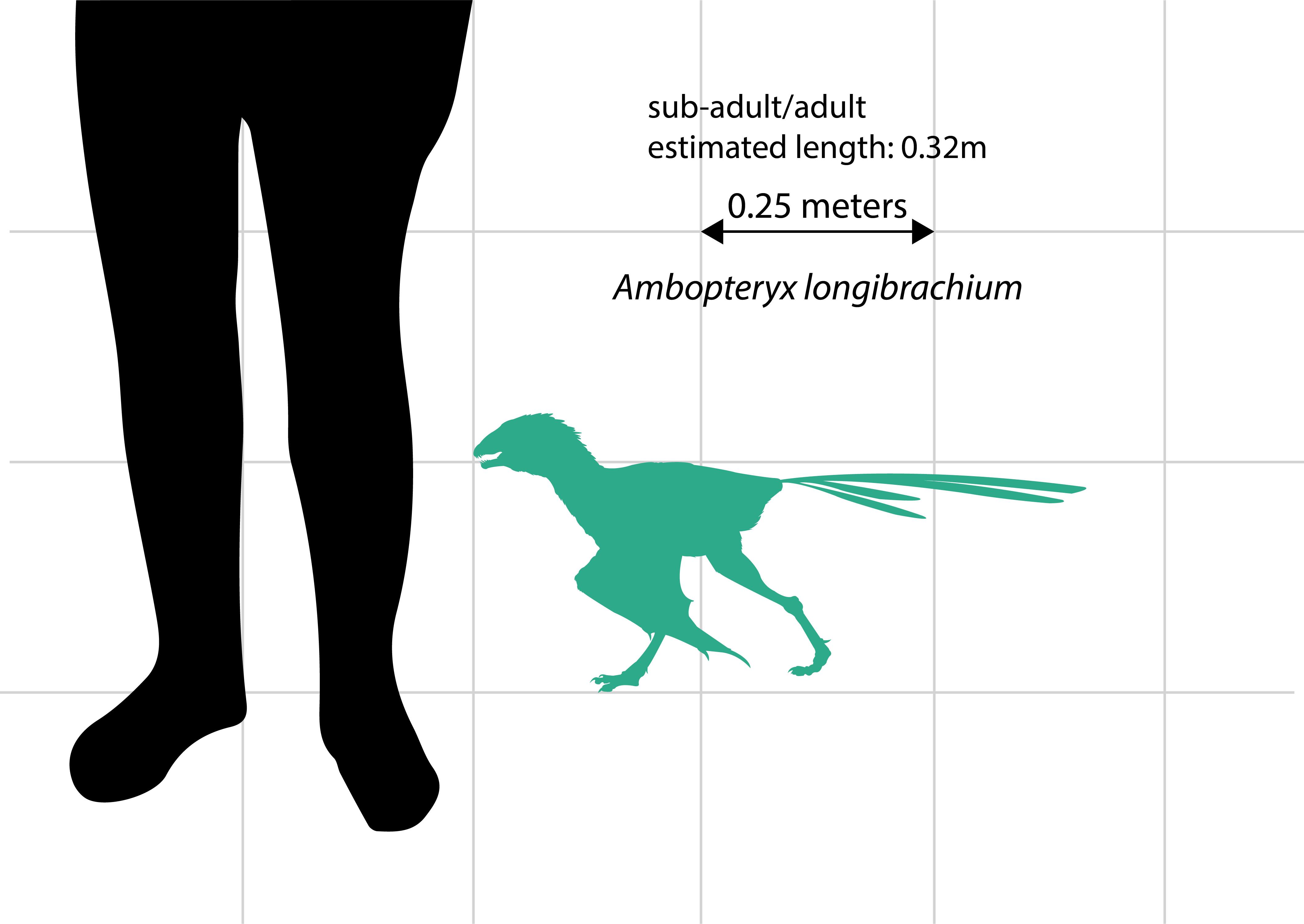
Ambopteryx longibrachium em comparação com um homem adulto médio

Os membros anteriores do Ambopteryx eram cerca de 1,3 vezes mais longos que os membros posteriores, sendo a ulna mais curta que o úmero e quase duas vezes maior que a largura do rádio . Ao contrário da maioria dos outros terópodes não-avianos, tinha uma cauda curta que não tinha um ponto de transição e terminava num pigóstilo, um conjunto de vértebras caudais fundidas. Os únicos outros terópodes não-avianos que se sabe terem tido um pigóstilo são certos oviraptorossauros e terizinossauros . 

## Paleobiologia
A região abdominal do Ambopteryx contém um pequeno número de gastrólitos e fragmentos grandes do que parece ser osso. Esse osso provavelmente representa o conteúdo do estômago. Anteriormente, a dieta dos scansoriopterygídeos era desconhecida, mas sua morfologia dentária incomum e a presença de gastrólitos e possíveis fragmentos ósseos no Ambopteryx sugerem que eles eram onívoros. 